# Приішимський сільський округ
Приіши́мський сільський округ (каз. Приишим ауылдық округі, рос. Приишимский сельский округ) — адміністративна одиниця у складі району Шал-акина Північноказахстанської області Казахстану. Адміністративний центр — село Повозочне.
Населення — 1093 особи (2021; 1376 у 2009, 1715 у 1999, 2091 у 1989).
Станом на 1989 рік існувала Приішимська сільська рада (села Бірлік, Меней, Повозочне, Ортаколь).

## Склад
До складу округу входять такі населені пункти:
| Населений пункт | Старі назви | Населення, осіб (1989) | Населення, осіб (1999) | Населення, осіб (2009) | Населення, осіб (2021) |
| --------------- | ----------- | ---------------------- | ---------------------- | ---------------------- | ---------------------- |
| Бірлік, село    | -           | 510                    | 455                    | 356                    | 252                    |
| Меней, село     | -           | 374                    | 223                    | 168                    | 108                    |
| Ортаколь, село  | -           | 82                     | 77                     | 65                     | 32                     |
| Повозочне, село | -           | 1125                   | 960                    | 787                    | 701                    |